# Hanna Sahlberg
Hanna Sahlberg Wu, född 1981, är en svensk journalist. Sahlberg var 2006–2011 och 2015–2019 utrikeskorrespondent för Sveriges radio i Kina..
Hanna Sahlberg tilldelades 2010 års journaliststipendium ur DN-redaktören Kurt Perssons minnesfond ”för välstrukturerade och fångande reportage av hög internationell klass, byggda på en nära relation med det kinesiska samhället". Samma år tilldelades hon Sveriges Radios Stora Eko-pris "för sina skildringar av världens nya maktcentrum". 
Sahlberg är dotter till författaren Göran Sahlberg.